# Sredna machala
Sredna machala (bulgariska: Средна махала) är ett distrikt i Bulgarien.   Det ligger i kommunen Obsjtina Ruen och regionen Burgas, i den östra delen av landet, 300 km öster om huvudstaden Sofia.
Trakten runt Sredna machala består till största delen av jordbruksmark. Runt Sredna machala är det ganska tätbefolkat, med 67 invånare per kvadratkilometer.